# کانتسم
کانتسم (به آلمانی: Kanzem) یک شهر در آلمان است که در تریر-زاربورگ واقع شده‌است. کانتسم ۶۰۲ نفر جمعیت دارد.